# Église de Pargas
L'église de Pargas (en finnois : Paraisten kirkko (ruots., en suédois : Pargas kyrka) est une église médiévale en pierre grise du XIVe siècle située à Pargas en Finlande. La partie la plus ancienne de l'église se compose de la chapelle Agricola située à l'extrémité orientale de l'église. L'église était à l'origine une église catholique sans bancs,.

## Présentation

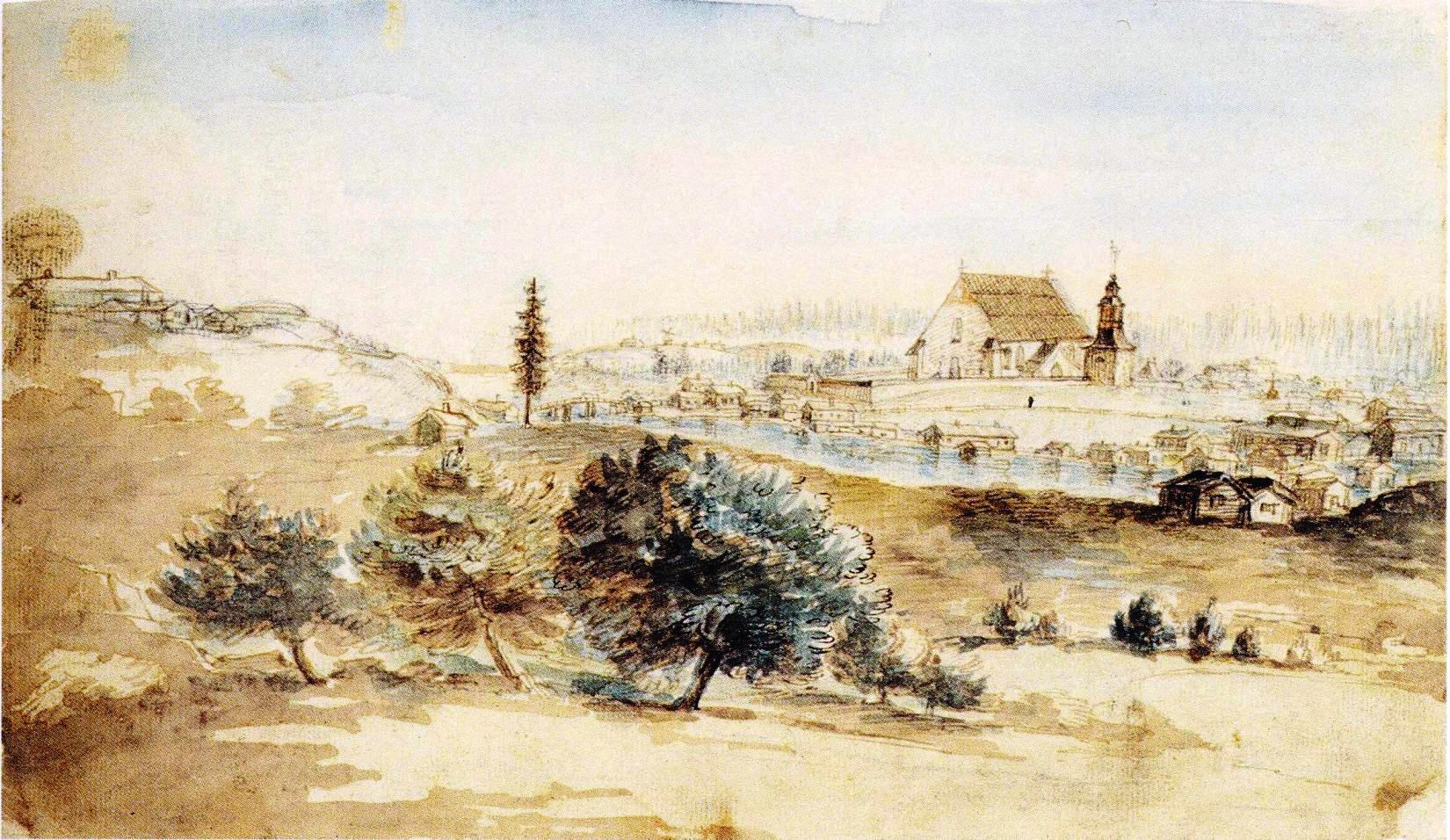
L'Église de Pargas, peinture de Gustaf Wilhelm Finnberg.

La première partie de l'église en pierre, la chapelle Agricola, a été construite dans les années 1240 et 1300. 
Lorsque la chapelle est devenue trop exigüe, il a été décidé de construire l'église actuelle en pierre grise reliée à la chapelle.
À côté de l'église, sur l'ancienne place du marché, se trouve le centre historique de Parainen, l'ancien Malmi, qui était autrefois habité par des artisans et des marins et est un quartier du XIXe siècle construit en bois exceptionnellement bien conservé.
L'église a probablement été construite au XIVe siècle. Les premières traces écrites de la construction et de l'existence de l'église remontent au milieu du XIVe siècle,.
Markus Hiekkanen, qui a soutenu sa thèse sur les églises médiévales en pierre, déclare : « L'intérieur est l'un des plus impressionnants de Finlande, et une attention particulière doit être accordée à la voûte bien entretenue et élégante avec tous ses détails. ».

## Chapelle Agricola
La population de langue finnoise à Parais a fortement augmenté pendant la guerre de Trente Ans au début du XVIIe siècle. 
Selon la tradition médiévale, la sacristie derrière l'autel a été agrandie en 1689-1690 pour servir de salle de culte pour la congrégation de langue finnoise. 
Per Brahe et son épouse, Kristina Katarina Stenbock, auraient été à l'origine de l'idée de la rénovation et, en partie, du financement, car leurs armoiries sont peintes sur le mur du bâtiment.

## Église de Pargas

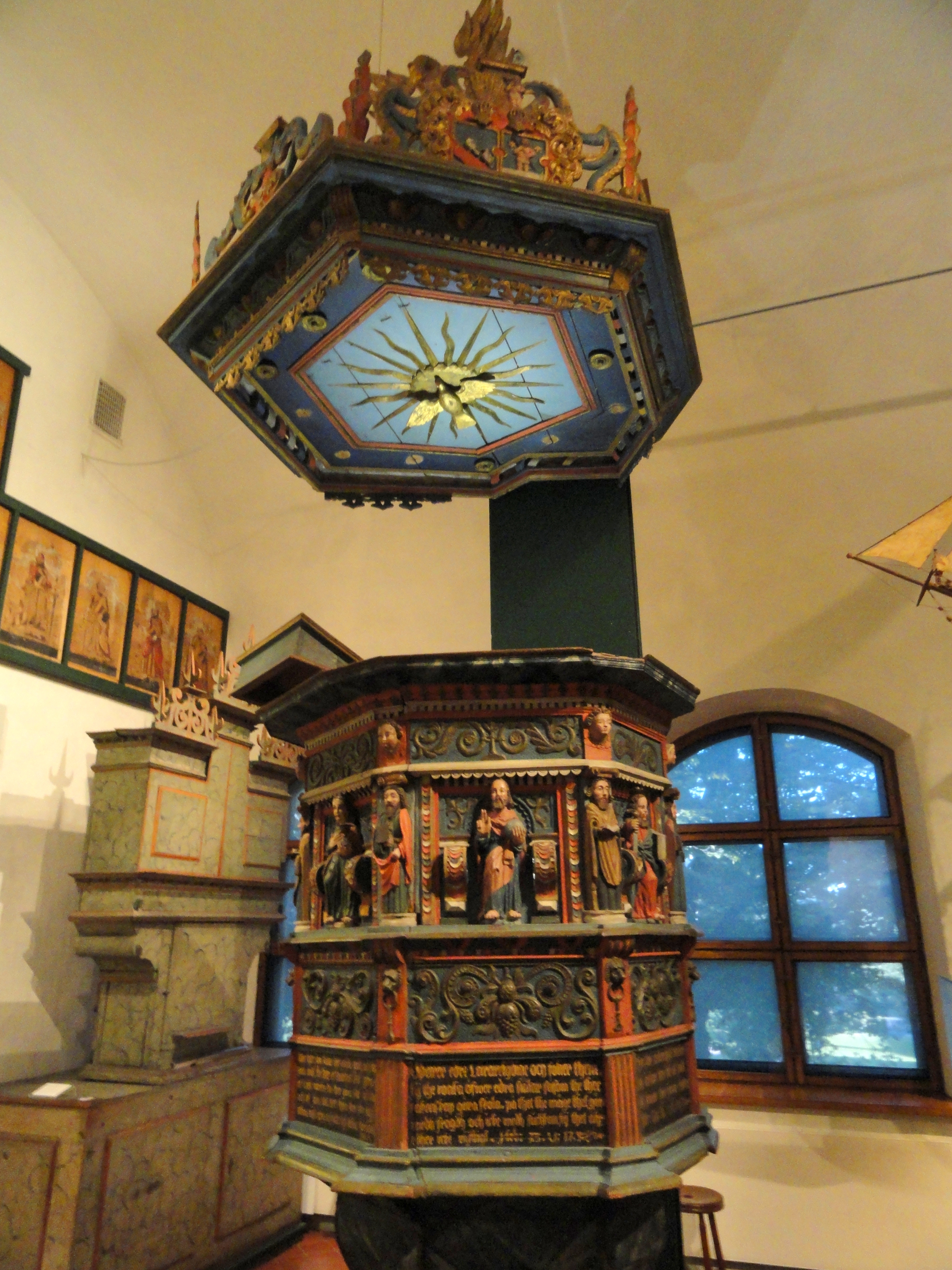
La chaire.

La nef hexagonale a des voûtes croisées soutenues par des piliers octogonaux.
Les peintures réalisées par l'école de Pietari Henrikinpoika comprennent de nombreux blasons, dont le plus rare est le blason du pape Innocent III sur le mur nord.
Les objets médiévaux comprennent un crucifix du nord de l'Allemagne et des fonts baptismaux en pierre calcaire. 
L'aménagement du XVIIe siècle comprend un banc, une chaire et un retable. 
La chaire d'origine a été transférée au Musée national de Finlande et l'église abrite une copie offerte par Amos Andersson.
Le retable, réalisé par Matias Reiman avec ses cadres baroques, est offert en 1666 par le gouverneur Erik von der Linde et son épouse Anna Leijonsköld. 
Les panneaux marbrés de l'intérieur ont été peints par Gustaf Wilhelm Finnberg et les peintures autour de la galerie par Gustaf Lucander en 1771.

## Cimetière de l'église
Le cimetière entouré d'une clôture en pierre comprend deux portails du milieu du XIXe siècle et la tombe familiale du premier archevêque de Finlande Jacob Tengström datant de 1819.
Conçue par l'architecte Erik Bryggman, la chapelle funéraire construite à l'est de l'église a été construite en 1929-1930.
La chapelle pré-fonctionnaliste fait partie de la liste des chefs-d'œuvre significatifs de l'architecture moderne finlandaise sélectionnés par l'organisation Docomomo International.

## Clocher de l'église
La partie basse en pierre du clocher construit au sud de l'église est médiévale et le sommet en bois date de 1709.

## Classement du site
La Direction des musées de Finlande a classé l'église et les habitations du quartier de l'ancien Malmi parmi les Sites culturels construits d'intérêt national en Finlande,.